# Théâtre (genre littéraire)

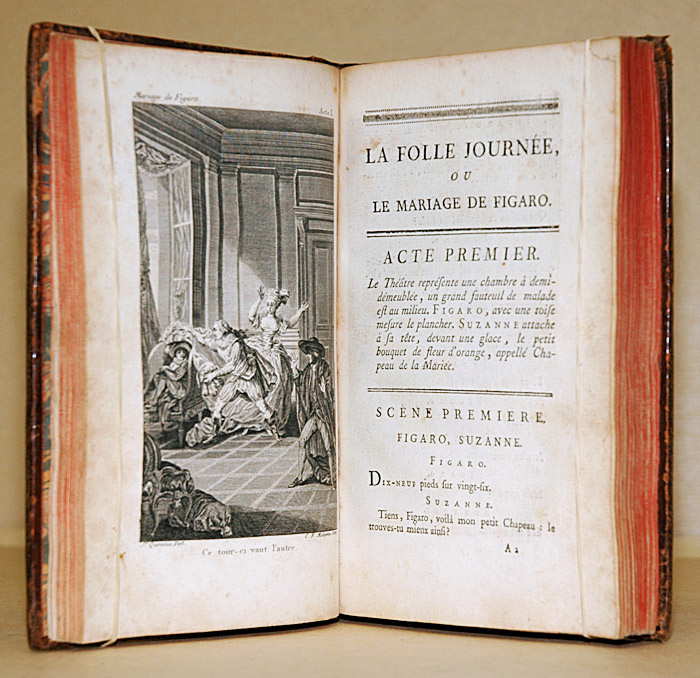
Édition originale du Mariage de Figaro de Beaumarchais en 1785.

Le théâtre est un genre littéraire particulier qui concilie à la fois littérature et spectacle, avec des cas à la marge puisque certaines pièces ont été destinées à la lecture. Inversement, le théâtre peut se passer de la littérature (théâtre improvisé, théâtre de danse, de mime...). 
Le mot théâtre garde la marque de sa racine grecque qui signifie « regarder » (θέατρον: prononcer "théatron") et se définit par le fait de « montrer » un monde de conventions dans lequel des comédiens interprètent des personnages et prêtent leurs voix et leurs gestes pour donner vie à un texte.
Remarque : le mot « théâtre » s’applique aussi à l’ensemble des activités liées à l’art dramatique (voir théâtre) et au lieu destiné aux représentations, voir théâtre (édifice).

## La spécificité du théâtre
Au théâtre, il y a un intermédiaire entre le texte écrit par l’auteur et le spectateur : le comédien dit et joue le texte, il l’interprète au sens fort, guidé souvent par un metteur en scène, c’est-à-dire qu’il permet et oriente la compréhension du spectateur.
Le théâtre relève de la convention, de l'« illusion comique », puisque les comédiens jouent la vie en incarnant des personnages en papier que fait parler l’auteur : la magie du théâtre réside dans cette incarnation éphémère, atteignant l’art par les artifices.
Lié à des lieux spécifiques, le théâtre est devenu, après des origines religieuses, un divertissement collectif, marqué par l'éphémère puisqu’il s’agit de spectacle vivant, et par la présence du corps des comédiens aidés par des choix de mise en scène et d’accessoires (masques, maquillage, costumes…). 
Pour la littérature, « le théâtre, c’est d’abord un beau texte », comme le disait Louis Jouvet, et l’approche littéraire du texte de théâtre repère certaines caractéristiques bien définies de l'énonciation théâtrale qui définit le genre littéraire du théâtre.
Cependant, d'autres conceptions du théâtre n'accordent pas au texte le statut de modèle indépassable. Ces conceptions ne considèrent pas le théâtre comme un genre littéraire, mais comme un genre de spectacle. Le texte y nait, par exemple, au cours du travail de construction du spectacle, à partir des paroles des acteurs et des actrices, il y est en perpétuelle évolution selon l'inspiration créative ressentie pendant l'élaboration de la mise en scène et du jeu. Il est enregistré, imaginé, proposé, parce que l'on appelle un « écrivain de plateau », à la suite de Bruno Tackels, qui a popularisé l'expression. Il fait remarquer que, dans l'histoire du théâtre, « la scène prime sur le livre, jamais l'inverse ». Dans ce genre on compte des auteurs tels que Antonin Artaud, Rodrigo García (auteur), etc. 

## L'énonciation théâtrale

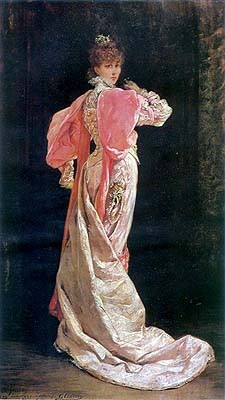
Sarah Bernhardt dans le rôle de Doña Maria dans Ruy Blas (1897).

On distingue le texte à lire et le texte à dire.

### Le texte à lire
Le texte à lire comporte la liste des personnages avec leurs noms et diverses informations familiales ou sociales (exemple : Roxane, sultane, favorite du Sultan Amurat, dans Bajazet de Racine) et aussi souvent la distribution des rôles lors de la première représentation, constituant l'équivalent du générique d’un film comme pour Le roi se meurt de Ionesco. On  trouve aussi les didascalies, plus ou moins importantes selon les époques et les auteurs : de quelques mots dans une pièce classique du XVIIe siècle (La scène est à Séville pour Le Cid de Pierre Corneille) à des indications scéniques détaillées sur le décor, les lumières, les costumes, les gestes, les déplacements, les intonations…, comme dans Ruy Blas de Victor Hugo ou Rhinocéros d'Eugène Ionesco. On peut même noter le cas limite de Acte sans paroles de Samuel Beckett qui ne comporte que des didascalies.
L'œuvre publiée indique également le découpage en scènes, en actes ou en tableaux.
Certaines pièces de théâtre ont été écrites plutôt pour être lues que représentées sur une scène: Les derniers jours de l'humanité de Karl Kraus, Le retour à Mathusalem de Georges-Bernard Shaw, Spectacle dans un fauteuil d'Alfred de Musset.

### Le  texte à dire
Le  texte à dire va du canevas de la commedia dell'arte à l'alexandrin classique, et s’adresse à un interlocuteur (un autre personnage ou soi-même) et en même temps au spectateur : c'est la double énonciation théâtrale. Il est destiné à être dit par les comédiens. On définit cette particularité par l’expression de « double énonciation », qui rappelle que le théâtre est un monde de conventions et d’artifices, comme l’illustre le procédé de l'aparté destiné au seul public.
Le texte de théâtre relève donc du discours direct, en vers ou en prose, destiné à la communication orale. L'échange à travers le dialogue est fait de répliques de tailles diverses, de l'échange vif par vers ou courtes phrases qui se répondent (stichomythie) aux répliques longues et élaborées qui constituent des tirades (exemple : le récit de Théramène à la fin de Phèdre de Racine). Au début des pièces de théâtre dans l'Antiquité, l'orateur utilise la captatio benevolentiae afin d'attirer l'écoute et la bienveillance du public.
Quand le personnage est seul sur scène (ou se croit seul) et s’exprime, il s’agit d’un monologue. Celui-ci a pour fonction l’information du spectateur et l’introspection du personnage qui fait le point avec lui-même comme Figaro (Le Mariage de Figaro, acte III, scène 5) et parfois délibère comme Rodrigue dans les stances du Cid (acte I, scène 6).
Le chant peut se mêler à la parole comme la danse aux gestes, par exemple dans les comédies-ballets comme Le Malade imaginaire ou encore dans Le Mariage de Figaro, pour ne rien dire des opérettes et des comédies musicales, où le texte est essentiellement un prétexte…

## L’action théâtrale
Elle s’analyse traditionnellement à l’aide de termes-clés adaptés aux œuvres classiques.
- Le découpage en actes, qui correspondent à l’origine à des moments successifs de l’action mais qui correspondent également à des contraintes techniques comme le renouvellement des bougies ou les changements de décor, alors que le découpage en scènes rend compte de l’entrée d’un personnage, mais aussi, le plus souvent, des sorties de scène.
- Le nœud (le conflit) et les péripéties, qui sont les différents événements qui surviennent avec le problème de la vraisemblance et qui constituent parfois des « coups de théâtre » inattendus et brutaux.
- Le dénouement qui doit être complet et naturel même si les auteurs ont parfois recours à un deus ex machina, c’est-à-dire une solution artificielle par l’intervention d’une force extérieure, comme celle du pouvoir royal dans l’ultime scène du Tartuffe de Molière.

L’analyse moderne rend également compte de l’action théâtrale en appliquant le schéma actanciel de la quête d’un objet par un sujet : un personnage, le héros (le sujet), poussé par des motivations intérieures profondes ou des demandes extérieures (le destinateur ou l'émetteur), aidé par des adjuvants et freiné par des opposants (personnages ou événements), agit dans un but défini (la quête) pour atteindre un objectif (l’objet) pour un bénéficiaire (le destinataire) qui peut être lui-même ou un autre (ou un idéal). À noter que des rôles peuvent être cumulés par un personnage.
Exemple simplifié : Phèdre, l’héroïne de Racine, poussée par sa passion, aidée par Œnone et freinée par Hippolyte, Aricie et Thésée, agit pour obtenir l’amour d’Hippolyte dans le but d’atteindre le bonheur.

## Les personnages de théâtre

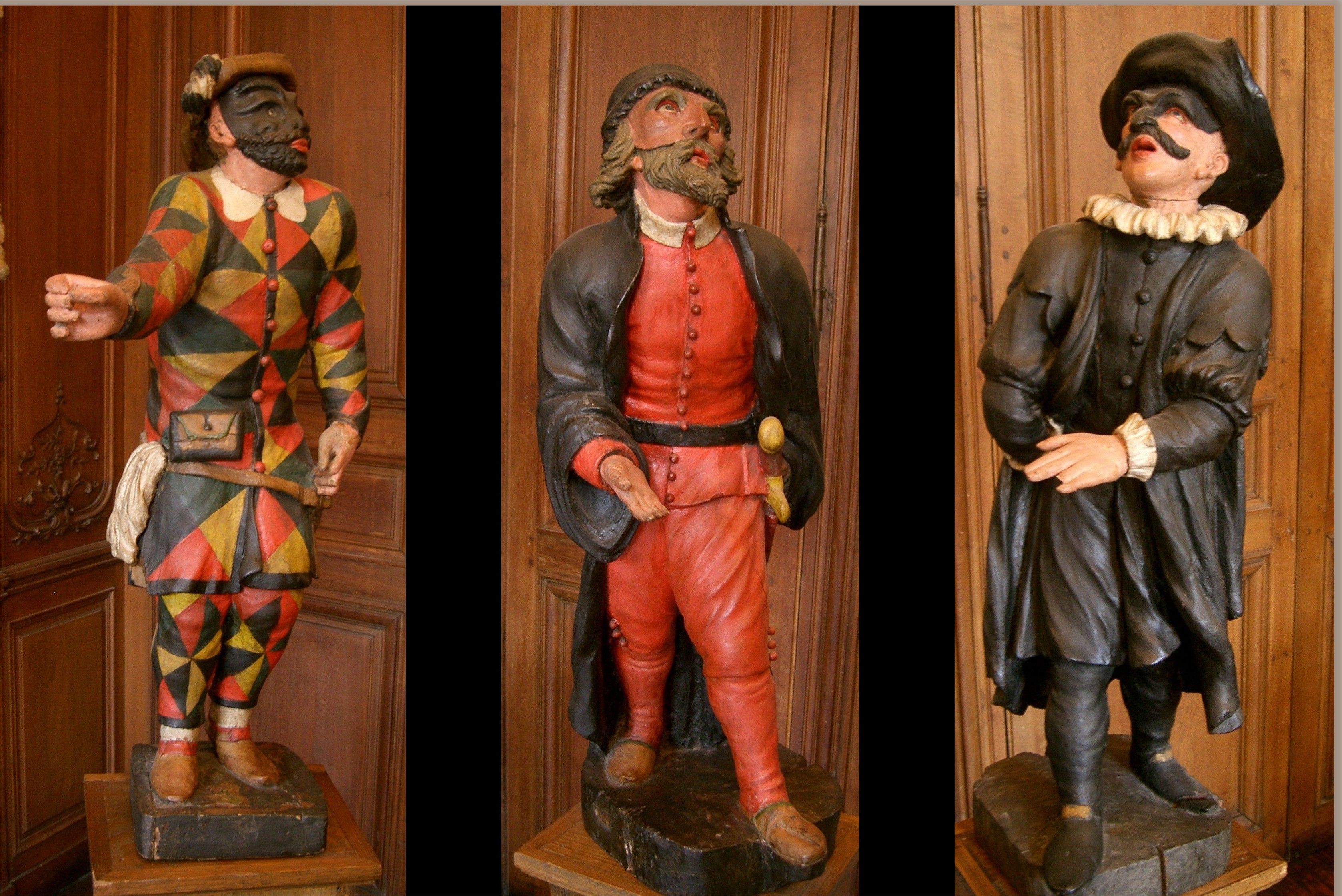
Personnages de la commedia dell’arte : Arlequin, Pantalone et Il Dottore.

Destiné à la transmission orale et conditionné par des contraintes de temps, le texte de théâtre aboutit à une certaine stylisation des personnages et à la création de types qui perdurent en lien avec les différents genres comme la comédie ou la tragédie. On retrouve ainsi des types sociaux comme le valet de comédie débrouillard  et son maître impuissant (Toinette et Argan, Scapin et Géronte ou Figaro et Almaviva) ou le vieux barbon (Arnolphe dans L'École des femmes), l’ingénue (Agnès dans l'École des femmes), le tyran domestique (Harpagon, Orgon dans Tartuffe), le roi (Titus dans Bérénice, don Carlos dans Hernani, Créon dans Antigone)… On peut également établir des stéréotypes psychologiques comme l’amoureux ou l’amoureuse (Phèdre, Perdican), le benêt (Sganarelle dans Dom Juan), l’hypocrite (Tartuffe).

## La diversité des genres théâtraux

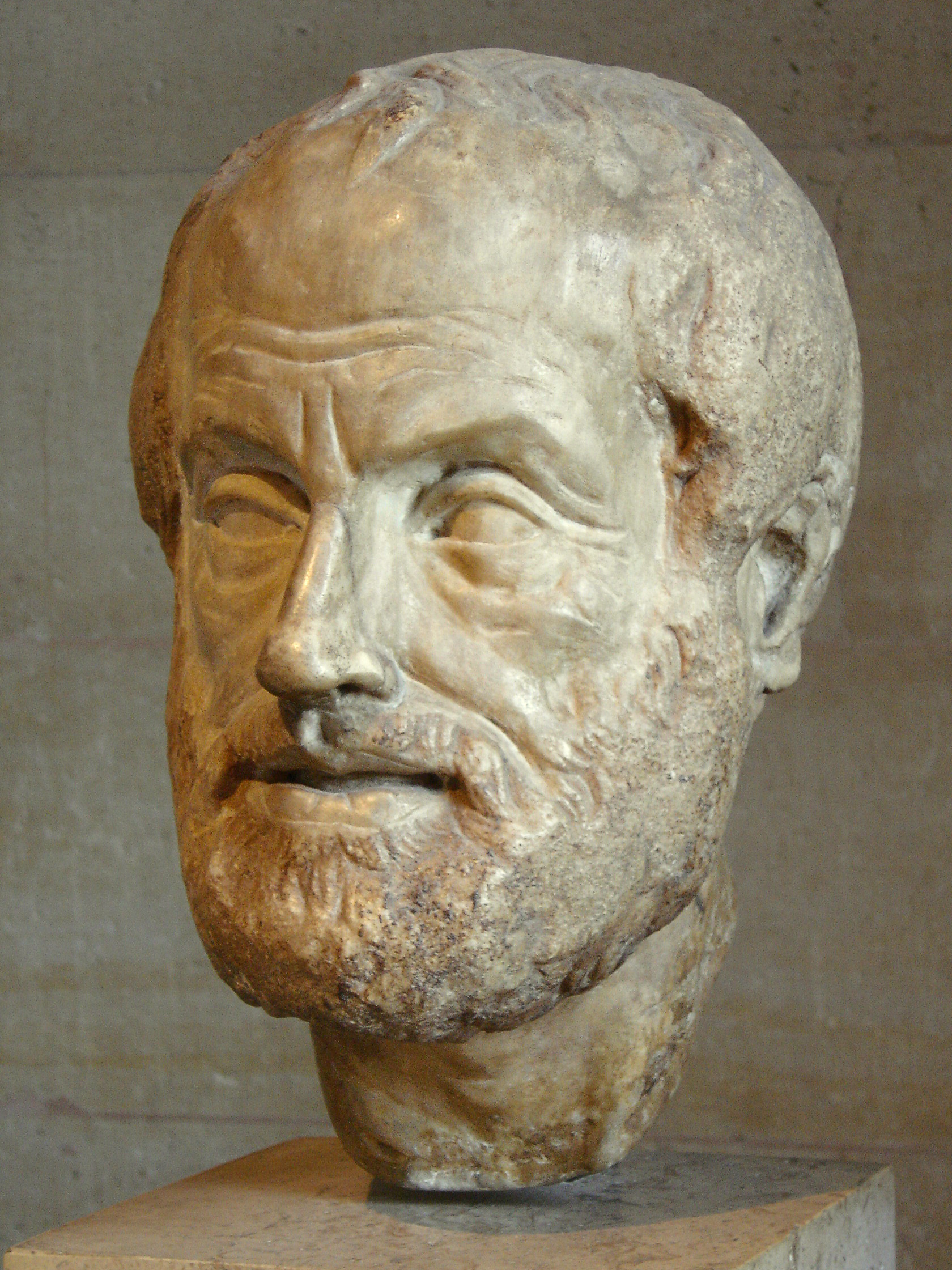
Aristote

Les genres théâtraux ont longtemps été liés à la distinction entre le théâtre comique (farce, comédie classique, comédie-ballet, vaudeville, pièce burlesque) et le théâtre sérieux (tragédie, tragi-comédie, drame bourgeois, mélodrame, pièce métaphysique ou engagée), avec parfois un mélange des genres (par exemple dans Tartuffe ou Dom Juan de Molière ou dans le drame romantique). Le théâtre du XXe siècle fera en grande partie éclater cette distinction.

### L’opposition tragédie - comédie
| Genre       | Tragédie | Comédie |
| ----------- | --- | --- |
| Ressort     | purgation des passions par l'émotion (cf. Aristote : catharsis- terreur et pitié)                              | corriger les mœurs par le rire : "Castigat ridendo mores" (mot à mot : corriger par le rire les mœurs) |
| Action      | aventure extraordinaire éloignée dans le temps (légendes, mythes, histoire de l’Antiquité)                     | aventure ordinaire et contemporaine (argent, ambition sociale, mariage, tromperie conjugale…) |
| Personnages | hors du commun (rois, guerriers…)                                                                              | familiers (bourgeoisie, peuple, petite aristocratie) |
| Tonalité    | fatalité et mort, destin individuel et collectif, universalité de la condition humaine (dénouement malheureux) | réalisme relatif (reflet d’une société donnée - vieillissement ? - mais aussi travers humains éternels) + rire ou sourire, effets comiques variés et fin heureuse (farce grossière ou finesse - comique de mots, de gestes, de situation, de caractère, de mœurs) |
| Forme       | langue soutenue, alexandrins, 5 actes                                                                          | langue standard ou familière (en prose ou en vers, en 1, 3 ou 5 actes) |
| Règles      | trois unités (temps, lieu, action), vraisemblance et bienséance                                                | souplesse |
| Titre       | nom propre (Andromaque, Phèdre, Horace…)                                                                       | nom commun ou personnage collectif (L’Avare, Les Femmes savantes…) |

### Les différents types de comique et de comédie
On distingue traditionnellement

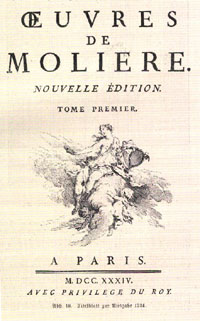
Édition des Œuvres de Molière.

- le comique de gestes (coups, accessoires, costumes…)
- le comique de mots (accent, calembours, répétitions, mots crus…) présents dans la farce
- le comique de situation (travestissement, quiproquo, surprise, reconnaissances…)
- le comique de caractère (satire, moquerie à l'égard d’un individu)

La classification des œuvres est évidemment délicate mais on rencontre des dominantes qui permettent une catégorisation simplifiée. On peut distinguer :
- la farce, au texte assez limité et aux procédés comiques faciles
- la comédie d’intrigue, avec ses rebondissements qu’on retrouvera dans le vaudeville
- la comédie de caractère, qui s’organise autour de l’analyse d’un type humain (Harpagon et Tartuffe sont devenus des antonomases)
- la comédie de mœurs, qui présente des travers sociaux (Les Précieuses ridicules)
- la comédie psychologique et sentimentale qu’illustreront Marivaux et Musset, où elle devient comédie dramatique par son dénouement grave, comme dans On ne badine pas avec l'amour.

La comédie-ballet n’est qu’une variante, ancêtre de l'opérette et de la comédie musicale, où le chant domine.
Quelques genres annexes ont marqué le XVIIe siècle, comme la tragi-comédie qui précède l’essor de la tragédie et ne respecte pas ou mal les unités (multiplication des aventures et fin heureuse) et relève plutôt de l’esthétique baroque. On peut ajouter aussi la pastorale, pièce légère dans un monde conventionnel de bergers.
Par la suite, la notion de genre perd de sa pertinence, même si on parle de théâtre de boulevard et de vaudeville à la fin du XIXe siècle.

## Repères historiques
En Occident, le théâtre est né en relation avec un contexte religieux et a eu un rôle social important en exploitant les mythes fondateurs et en ritualisant la vie des citoyens grecs par les représentations dans les différentes cités grecques. La tragédie (le « chant du bouc » lié au culte de Dionysos) avec un chœur et des parties chantées, est peu à peu codifiée jusqu'à Aristote avec sa fonction de catharsis, purgation des passions nées de la terreur et de la pitié ; elle évolue au cours du Ve siècle av. J.-C. avec les œuvres d'Eschyle et de Sophocle puis d'Euripide. Le genre comique est illustré par le « drame satyrique » marqué par la bouffonnerie et la farce moqueuse et surtout par les œuvres d'Aristophane (-445-385) et plus tardivement de Ménandre (-340-292).
Dans la Rome antique le théâtre devient un art secondaire face à la concurrence des jeux du cirque : on peut signaler cependant les comédies de Plaute (-254-184) et de Térence (-190-159) et les tragédies de Sénèque (-4-+45), au début de l’Empire, sous Néron.

### Le théâtre dans la littérature française

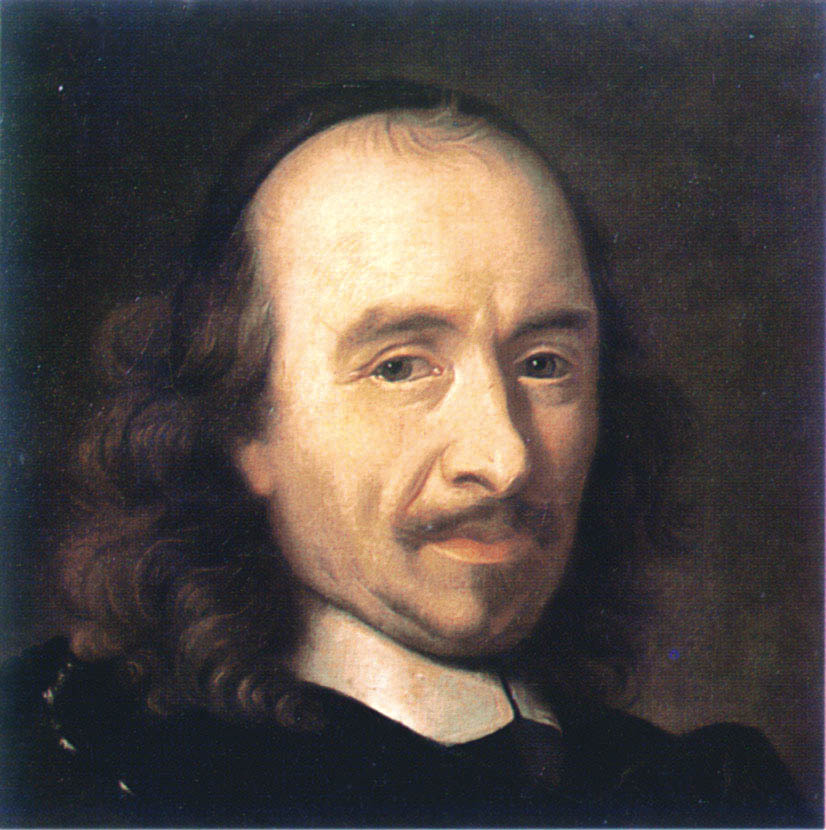
Pierre Corneille
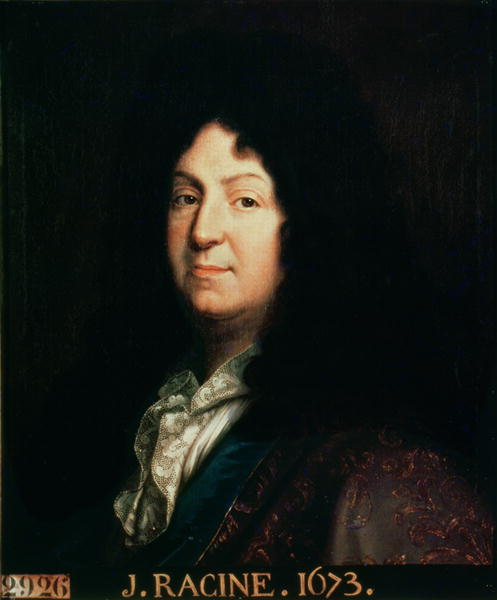
Jean Racine
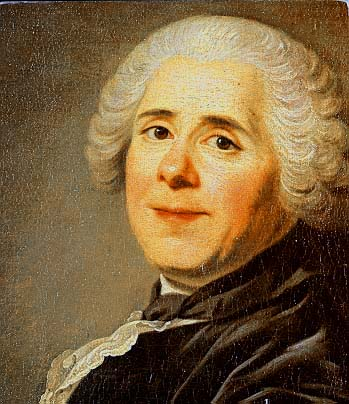
Marivaux
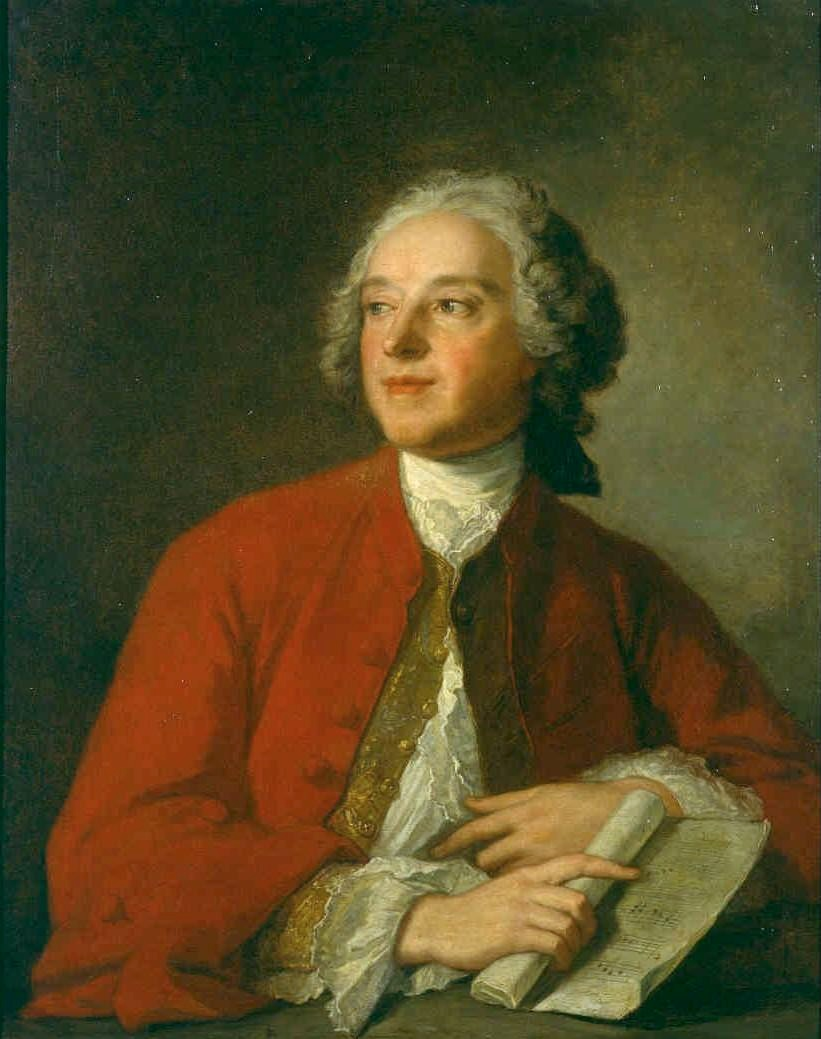
Beaumarchais
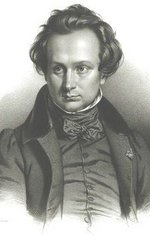
Victor Hugo
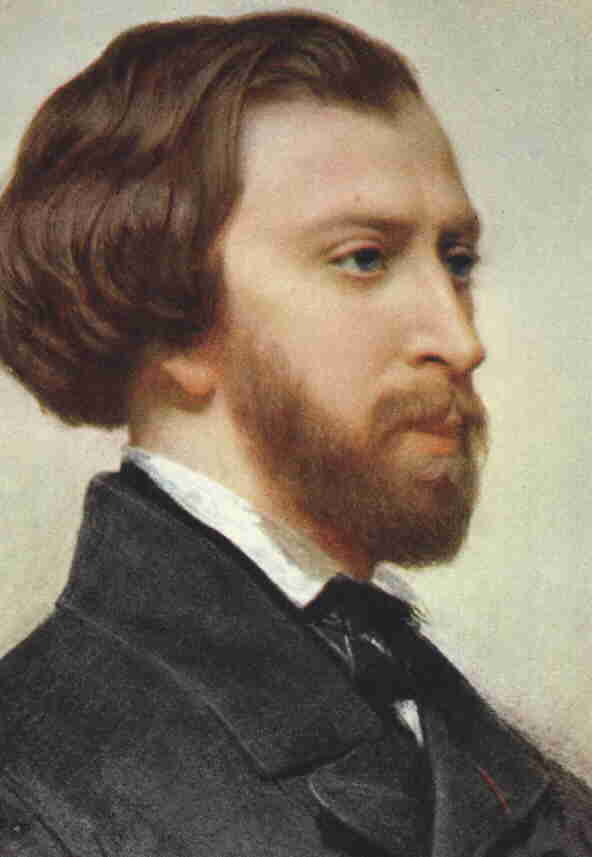
Alfred de Musset
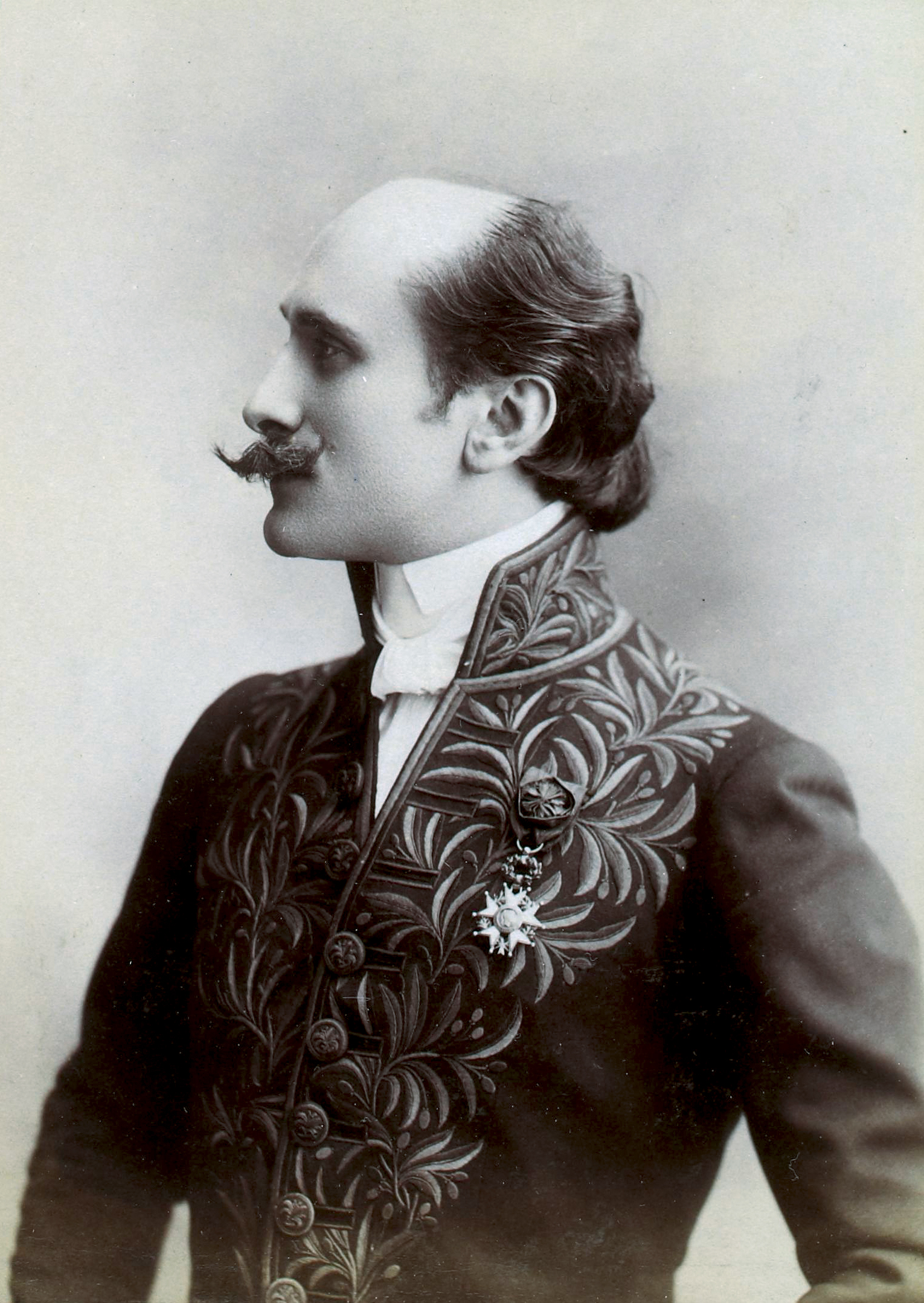
Edmond Rostand

Le texte de théâtre ne renaîtra en France qu’au Moyen Âge, avec des œuvres le plus souvent anonymes relevant du théâtre religieux, avec les miracles et les mystères joués sur les parvis des églises (Miracle de Théophile de Rutebeuf en 1260 ou Le Mystère de la Passion), ou du « théâtre profane et comique », avec des farces (La Farce du cuvier, La Farce de Maître Pathelin) et des moralités ou des soties.
Au XVIe siècle, le théâtre est un art mineur en France (on repère néanmoins les noms d'Étienne Jodelle ou de Robert Garnier), alors que c’est l'âge d’or en Espagne avec Lope de Vega ou Tirso de Molina, en Angleterre avec le théâtre de Shakespeare (1564-1616) et en Italie où naît la commedia dell'arte.
Ce n’est qu’au XVIIe siècle que le théâtre littéraire gagnera en France son statut de premier plan avec, en particulier, les comédies de Molière et les tragédies de Corneille et de Racine.
Des évolutions se produiront au XVIIIe siècle dans un contexte nouveau (Régence, apport des Comédiens italiens, contexte des Lumières) avec deux grands auteurs de comédies, Marivaux et Beaumarchais, et la naissance de genres nouveaux comme l'opéra-comique, la comédie larmoyante et le drame bourgeois.
Les années 1830-1840 seront marquées par la revendication de liberté du drame romantique, avec les œuvres de Victor Hugo, Alfred de Musset et Alexandre Dumas père. La production de textes de théâtre s’affaiblira ensuite avant de retrouver une force nouvelle près d’un siècle plus tard par la reprise des mythes antiques dans les années 1930-1940, avec Jean Giraudoux, Jean-Paul Sartre et Albert Camus. La deuxième moitié du XXe siècle sera quant à elle marquée par une représentation de la dérision du langage et par ce que l’on a appelé d’une formule simplificatrice : le « théâtre de l'absurde », avec Eugène Ionesco et Samuel Beckett. Et la fin du siècle posera des interrogations quant à la place du texte dans le théâtre, le spectacle et le metteur en scène l’emportant de plus en plus sur le texte et l’auteur.
Bien sûr, toutes les littératures possèdent leurs auteurs de théâtre ; on se reportera à chacune d’elles pour approfondir ce domaine particulier.

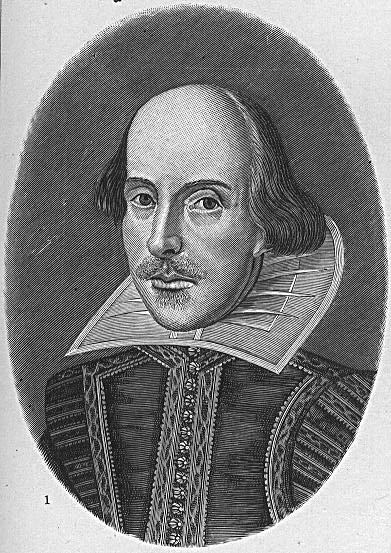
Shakespeare
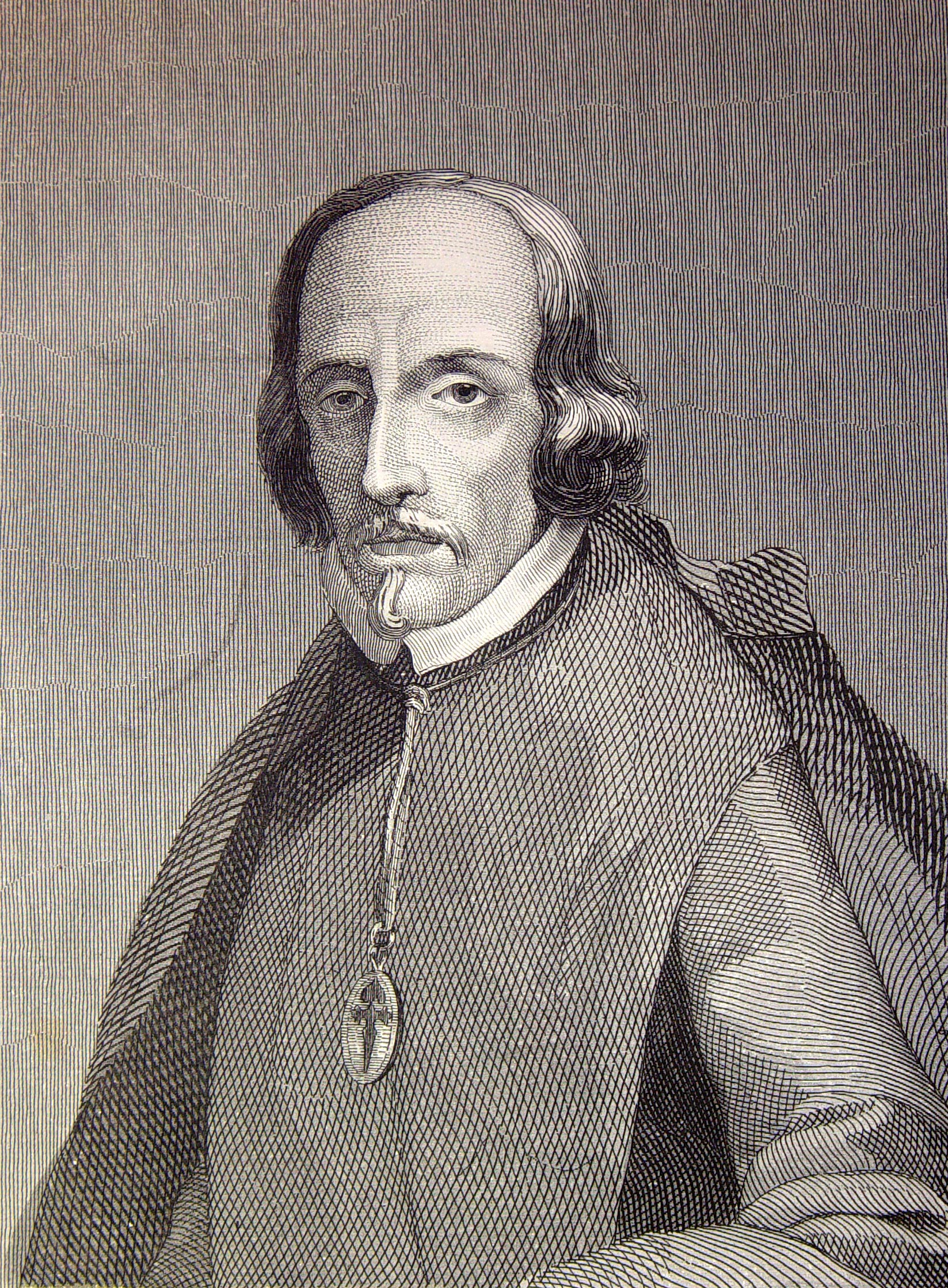
Calderon
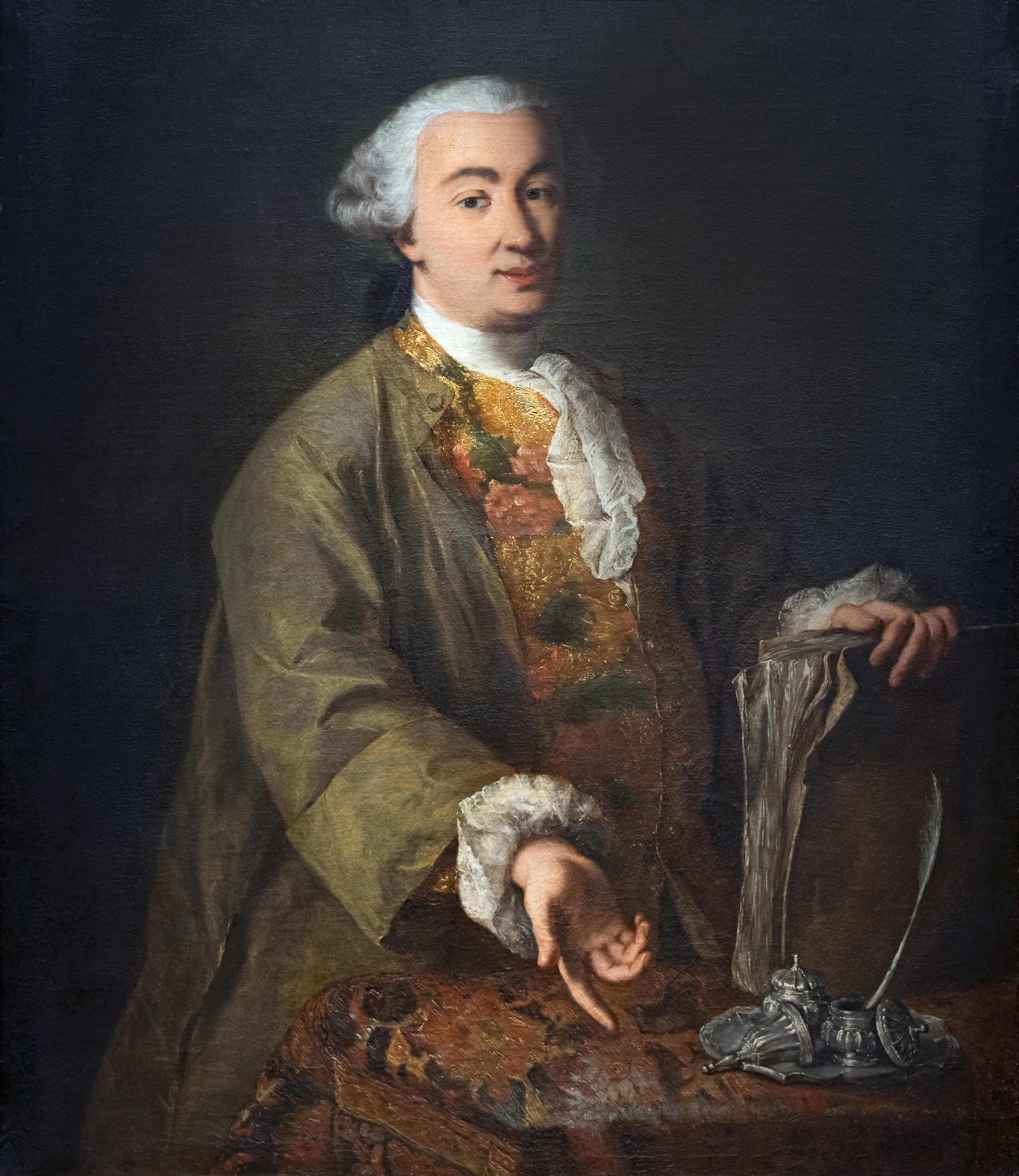
Goldoni
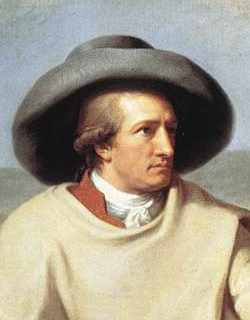
Goethe
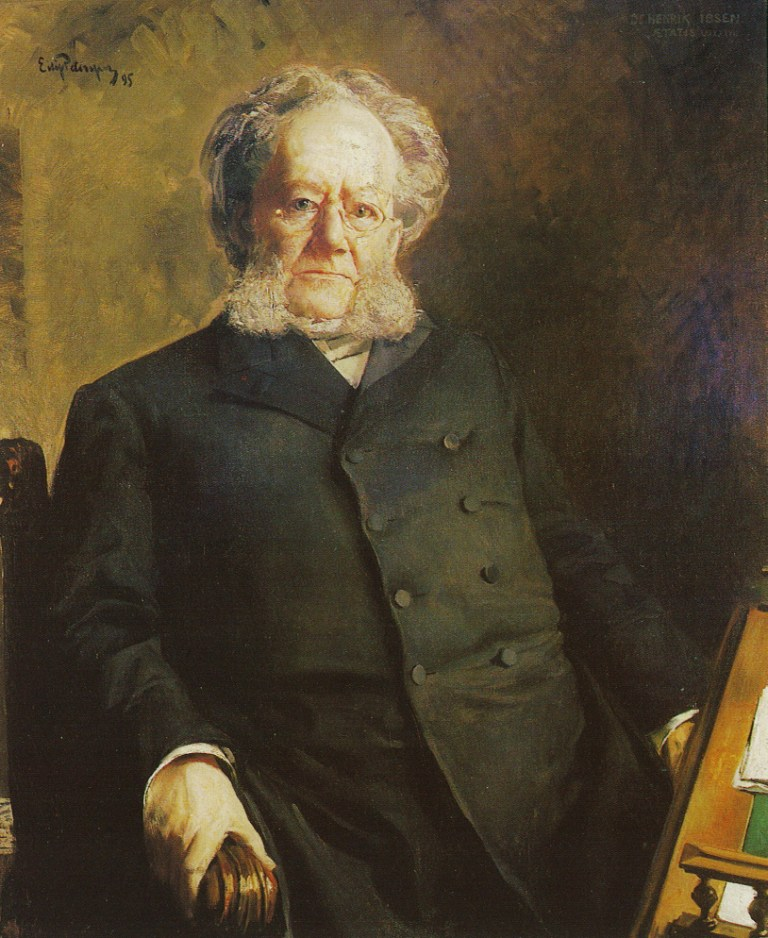
Ibsen par Eilif Peterssen

## Bilan
Le théâtre en tant que genre littéraire spécifique a occupé une grande place dans la littérature des siècles passés mais son rôle est aujourd’hui remis en question. Par ailleurs les textes de théâtre ont évolué dans le même sens que les autres genres littéraires, vers un éclatement des codes traditionnels et, aujourd’hui, le mot « théâtre » renvoie sans doute davantage au monde du spectacle vivant que représentent également la comédie musicale ou le sketch. De plus, dans le domaine du divertissement, le théâtre est aussi concurrencé depuis déjà plusieurs décennies par le cinéma et ses dérivés.
Reste que si les textes de théâtre peuvent être lus et étudiés comme des textes littéraires à part entière, ils demeurent essentiellement destinés à la représentation sur scène.